# Cephonodes hylas
Cephonodes hylas is een vlinder uit de familie van de pijlstaarten (Sphingidae). De spanwijdte bedraagt tussen de 45 en 73 millimeter.
De vlinder komt voor in Afrika, Zuidoost-Azië en Australië. De waardplanten komen uit de geslachten Burchellia, Gardenia, Kraussia, Pavetta en Vangueria.

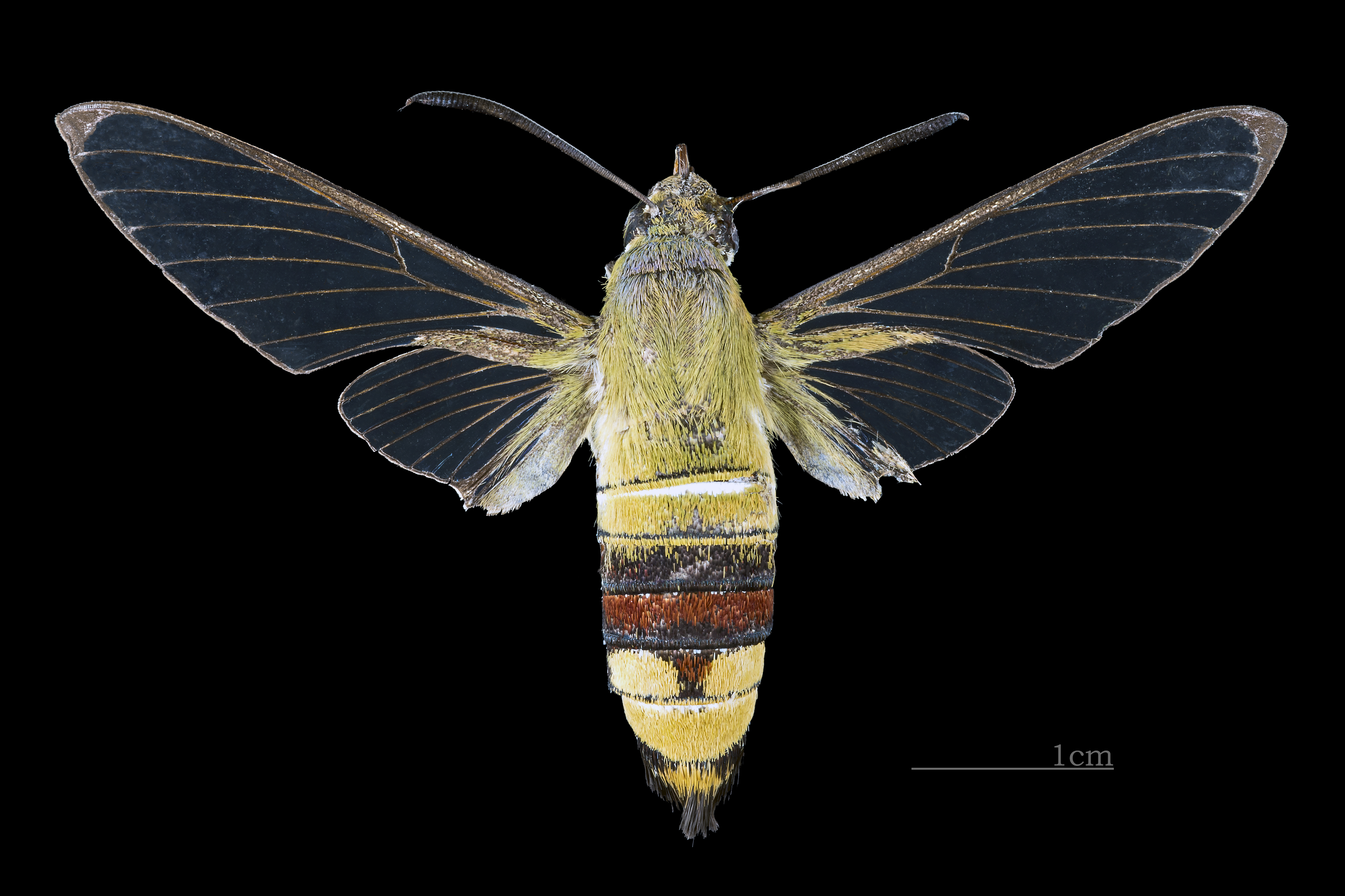
♂
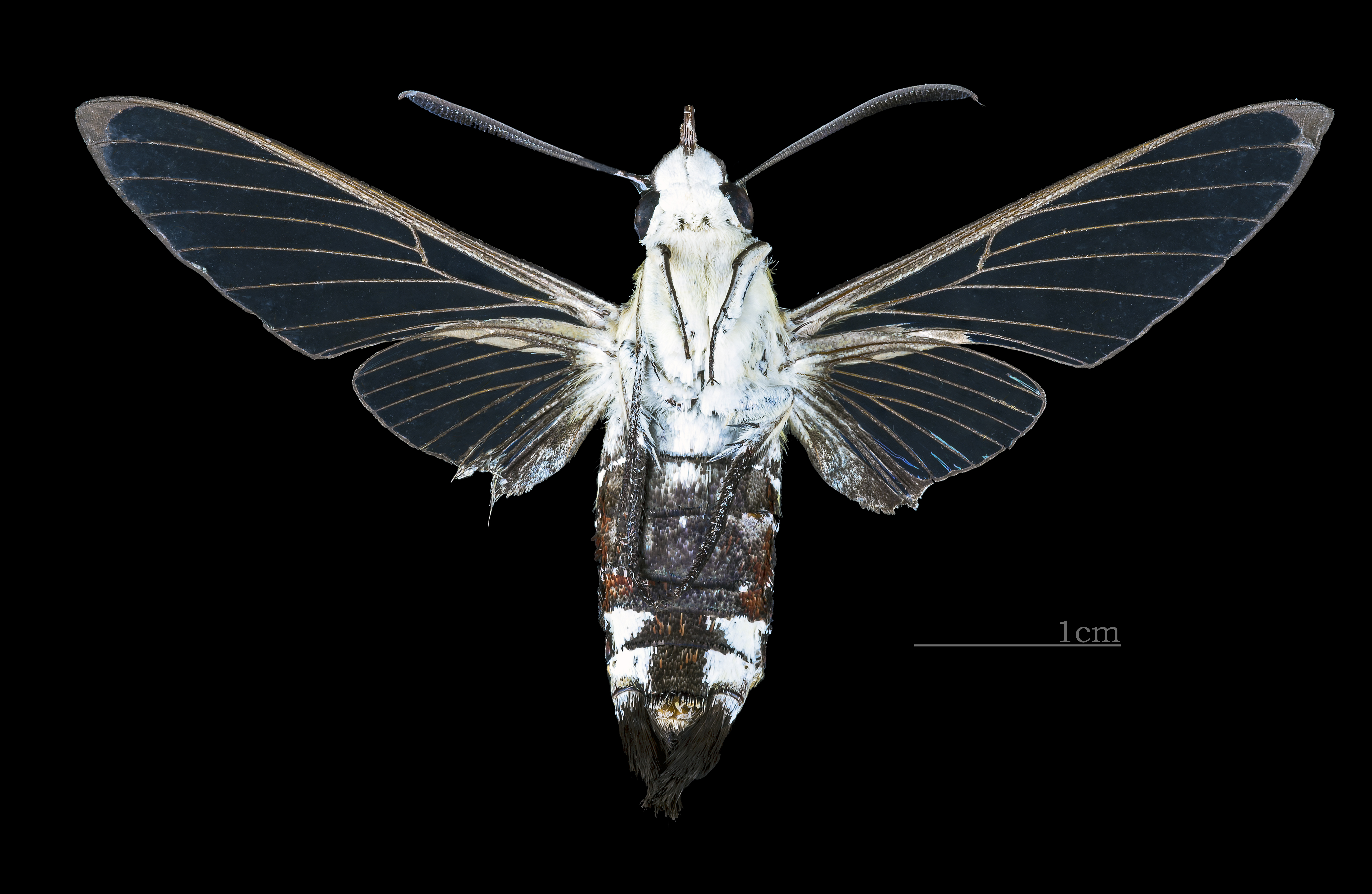
♂ △
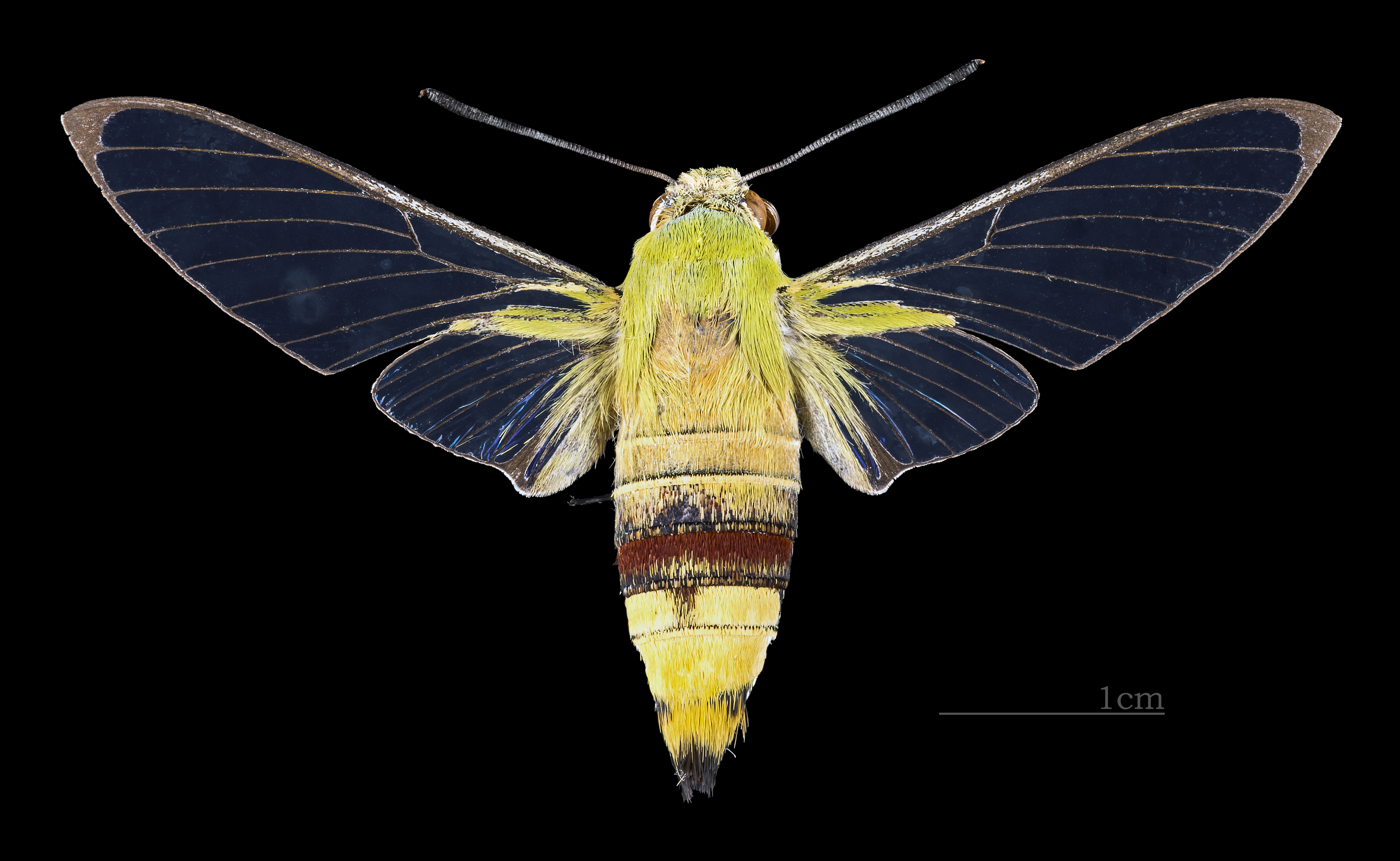
♀
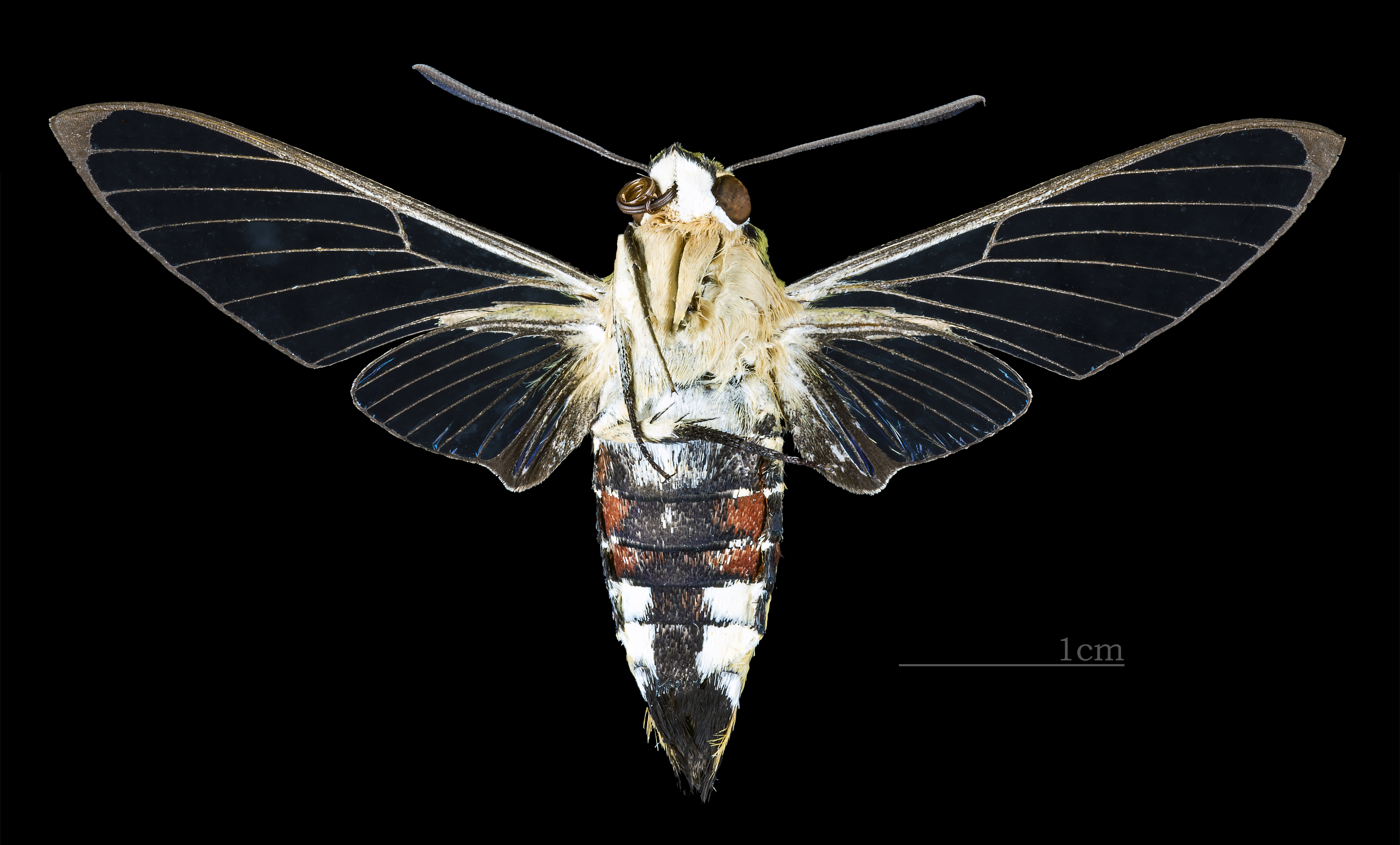
♀ △